# Gustavia sessilis
Gustavia sessilis là một loài thực vật linhin thuộc họ Lecythidaceae.
Loài này chỉ có ở Colombia.